# Libanasa signatus
Libanasa signatus är en insektsart som först beskrevs av Brunner von Wattenwyl 1888.  Libanasa signatus ingår i släktet Libanasa och familjen Anostostomatidae. Inga underarter finns listade i Catalogue of Life.